# Spółdzielczy Dom Handlowy „Feniks” w Warszawie
Spółdzielczy Dom Handlowy „Feniks“ – dom towarowy, który funkcjonował w latach 1972–2009 przy ul. Żelaznej 32 w Warszawie.

## Historia
Budynek Spółdzielczego Domu Towarowego „Feniks“ został wzniesiony w latach 1971–1972. Został zaprojektowany przez Jana Zdanowicza. Powstał na działce na rogu ulic Żelaznej i Siennej jako część zbudowanego w latach 1965–1969 osiedla Pańska. Budynek miał dwie kondygnacje, a na fasadzie umieszczono panele z aluminium. Był własnością Warszawskiej Spółdzielni Spożywców „Społem“.
„Feniks“ został oddany do użytku w marcu 1972. Został wtedy wyróżniony w konkursie „Mister Warszawy“ na najlepszy budynek oddany do użytku w stolicy w tym roku.
W „Feniksie” sprzedawano artykuły spożywcze i przemysłowe. Funkcjonowały w nim również punkty usługowe.
W latach 90. XX wieku budynek został zmodernizowany, m.in. elewację obłożono zielonymi i szarymi panelami.
„Feniks“ został zburzony w 2009. Na jego miejscu i pod tym samym adresem w 2012 oddano do użytku ośmiokondygnacyjny biurowiec, nawiązujący do niego nazwą.